# Pier Maria Cecchini
Pier Maria Cecchini (Ferrara, 14 maggio 1563 – 1645) è stato un attore teatrale, autore e capocomico italiano.

## Biografia
Nato nel ramo veneto dell'antica famiglia patrizia dei Cecchini, originaria dell'Urbe, che fu poi anche insignita proprio grazie a Pier Maria di un quarto di nobiltà dall'Imperatore Mattia d'Asburgo per meriti artistici, fin da piccolo espresse spiccate qualità artistiche che lo portarono, sin dalla fanciullezza, a lasciare la famiglia e l'agio in cui viveva, per l'arte e l'indigenza degli artisti di strada. Di carattere burrascoso, cosa che lo condusse spesso in prigione, Cecchini si distinse per aver interpretato lo Zanni con accento ferrarese nella Compagnia degli Accesi, di cui velocemente divenne il capocomico. La sua maschera era Frittellino, nome con il quale fu spesso identificato lungo il corso della sua vita.

## Le Compagnie di Frittellino

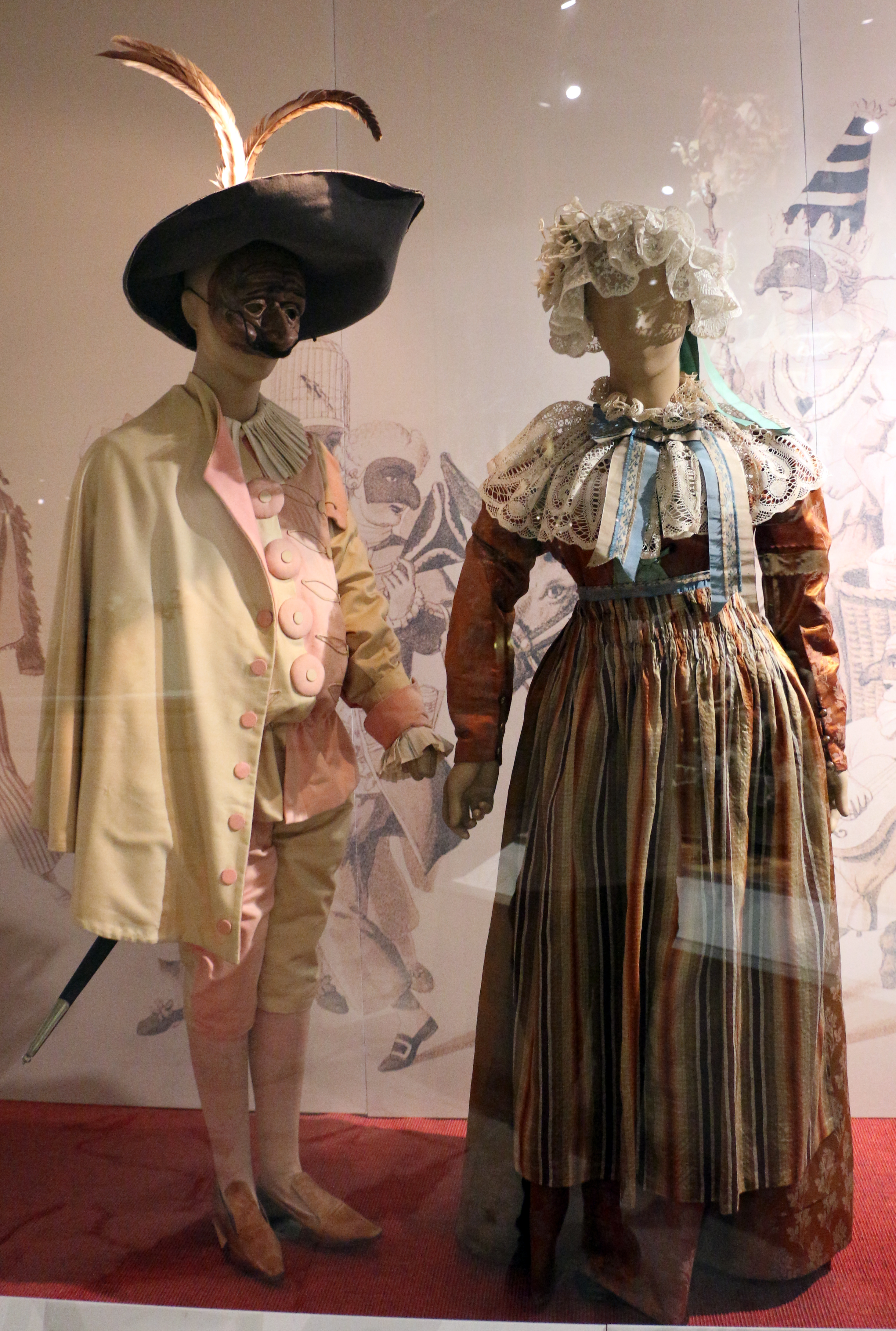
Maschera di Frittellino (a sinistra) nel Museo Nazionale delle Arti e Tradizioni Popolari di Roma

Fu in molte compagnie, come si usava nel '600 per gli attori professionisti; la prima di quelle fu la Compagnia del Duca di Sabbioneta nel 1590. Dopo il 1599 divenne capocomico presso la Compagnia del Duca di Mantova. Con gli Accesi fu inviato dal Duca di Mantova presso la corte del re francese Enrico IV e della regina Maria de' Medici nel 1600-1601; la trasferta fu burrascosa, due furono le cose che minarono questo viaggio, l'uccisione del comico Carlo de' Vecchi per motivi di gelosia e le sue intemperanze a causa delle improvvisazioni del secondo Zanni Tristano Martinelli, in arte Arlecchino. La disputa fu portata davanti al Duca di Mantova, il quale esonerò Frittellino dalla carica di capocomico, che da quel momento passò ad Arlecchino (personaggio molto amato dai francesi). Allora Cecchini passò nella Compagnia di Diana Ponti, nel 1601, che si trovava anche questa a Parigi per le nozze del re francese. Nel 1603 venne reintegrato, dal Duca, nel ruolo di capocomico. Quando, nel 1606, si unì alla compagnia anche Giovan Battista Andreini, Frittellino entrò in conflitto anche con lui minacciando continuamente di cacciarlo o rompere la compagnia; mentre l'anno seguente fu proprio Frittellino che venne licenziato dal Duca. Lo stesso Gonzaga ordinò, nel 1607, a Frittellino di formare una nuova compagnia per un viaggio alla corte francese, dove arriverà nel marzo dell'anno seguente; la compagnia riprese il nome di Accesi.
Nel 1614 i comici Accesi vennero chiamati a Vienna dall'Imperatore Mattia, e fu durante questa occasione che Cecchini venne insignito dall'Imperatore di un quarto di nobiltà. Da quel momento Frittellino comincerà a firmarsi Pier Maria Cecchini, nobile ferrarese. Invecchiando, Cecchini avvierà un fortunato commercio di filati.
Nel 1620, a causa del suo modo di procedere tirannico, si alienerà l'amicizia dei comici più importanti come, oltre i già citati Martinelli e Andreini, Silvio Fiorillo (Capitan Matamoros e Pulcinella) e Francesco Gabrielli (Scapino), e si alienò definitivamente la protezione del Duca di Mantova. Le notizie della recitazione di Frittellino s'interrompono dopo il 1632.

## Le opere
Scrisse due commedie: La Flaminia schiava nel 1610 e L'amico tradito nel 1633; a suo carico vi sono poi una moltitudine di saggi e scritti sulla direzione teatrale e sull'arte recitativa, che manifestano la sua profonda conoscenza degli attori della penisola italiana del tempo e la sua vasta fama. Il suo trattato Frutti delle moderne commedie et avisi a chi le recita (1628) è la prima testimonianza importante dell'arte di recitare della commedia dell'arte e della struttura delle compagnie comiche del '600.
Altre sue opere furono:
- Brevi discorsi intorno alle Comedie Comedianti et spettatori, dove si comprendono quali rappresentazioni si possino ascoltare et permettere (1616)
- Lettere facete e morali (1618)

È considerato uno dei maggiori attori ed autori del teatro italiano del primo Seicento. Sposò Orsola Posmoni, anche lei attrice, che recitava nel ruolo dell'Inamorata con il nome di Flaminia.